# Coppa Spengler 1934
La 12ª edizione della Coppa Spengler si è svolta dal 27 al 31 dicembre del 1934 a Davos, in Svizzera.

## Finale 3º posto
| Davos 31 dicembre 1934 | Davos | 1 – 3 referto | Grasshopper Club |  |

## Finale
| Davos 31 dicembre 1934 | Oxford University | 0 – 2 (0-0, 0-2, 0-0) referto | Diavoli Rossoneri Milano |  |

## Classifica finale
1. Diavoli Rossoneri Milano
2. Oxford University
3. Grasshopper Club
4. Davos

- Cambridge University
- Münchener EV